# Dan Riskin
Dan Riskin es un empresario y cirujano estadounidense. Como experto en inteligencia artificial para el cuidado de la salud, Riskin ha promovido la mejora de la calidad del cuidado de la salud y ayudó a dar forma a las políticas en los Estados Unidos y en todo el mundo. Las compañías de Riskin, incluidas en Forbes y The Wall Street Journal, han influido en la atención de millones de pacientes. Continúa practicando, enseñando y realizando investigaciones como profesor adjunto de cirugía y profesor adjunto de investigación en informática biomédica en la Universidad de Stanford.

## Edad y temprana educación
Riskin nació el 15 de octubre de 1971 y creció en Los Ángeles, California. Comenzó a escribir software a los 5 años, vendió software a los 12 años y ganó premios regionales en programación de software durante la escuela primaria. Cuando era adolescente, Riskin estudió en Brentwood High School, donde recibió el Premio al Científico Sobresaliente de Bausch y Lomb. Comenzó la universidad a los 16 años como Regent’s Scholar en la Universidad de California. Recibió un título médico de la Universidad de Boston y completó su residencia en cirugía en la Universidad de California, Los Ángeles, y una beca de cirugía de cuidados críticos y cuidados intensivos en la Universidad de Stanford. Obtuvo un MBA con enfoque en bioinformática y bioingeniería en el Instituto de Tecnología de Massachusetts. Al finalizar su formación en 2008, Riskin fue ascendido a profesor asistente consultor de cirugía en la Universidad de Stanford.

## Empresarial
Mientras estudiaba en el MIT y Stanford en 2005, Riskin diseñó un dispositivo de cierre de heridas indoloro para el que más tarde se le otorgaron patentes de EE. UU. Y aprobación de la FDA. Riskin cofundó Wadsworth Medical Technologies, que comercializó el producto bajo la marca Dermaloc. La compañía fue adquirida por DQ Holdings y el producto pasó a llamarse DermaClip para su venta en los EE. UU. Y China. El producto se ha utilizado con éxito en cientos de miles de pacientes.
En 2008, Riskin se unió a Mohr Davidow Ventures como Emprendedor en Residencia y al Comité Asesor de Salud de la Campaña Obama y al Subcomité de TI de Salud. Posteriormente fue financiado por los Institutos Nacionales de Salud y la Fundación Nacional de Ciencia para desarrollar tecnología avanzada que permita una atención médica basada en el valor. En 2011, Riskin fundó y se convirtió en CEO de Health Fidelity, una compañía que implementa inteligencia artificial para medir la calidad clínica y el riesgo de la atención médica basada en el valor. Como CEO, Riskin aseguró relaciones con Harvard, el Hospital de Niños de Filadelfia y el Centro Médico de la Universidad de Pittsburgh. Creció la compañía a través de tres rondas de financiación y liderazgo de la empresa en transición en una ronda de $ 29 millones. Health Fidelity se ha destacado en la atención médica basada en el valor, y un cliente dijo que Health Fidelity "agregó aproximadamente $ 200 millones en ingresos" a su negocio.
Después de su paso por Health Fidelity, Riskin regresó al servicio público, participando en reuniones parlamentarias sobre la Iniciativa de la Ley de curas del siglo XXI en 2014. En las sesiones informativas del Congreso, discutió sobre enfoques para aprovechar los datos de salud recientemente recopilados que permitieran mejorar el estándar de atención, ayudando finalmente a perfeccionar el proyecto de ley en 2015.
```
Riskin fue financiado para realizar este trabajo por los Institutos Nacionales de Salud a partir de 2015 y la National Science Foundation en 2018.
[
19
]
[
20
]
 Esto llevó a la creación de Verantos, una compañía enfocada en usar evidencia del mundo real para adaptar la terapia y apoyar la medicina personalizada. Como CEO, Riskin aseguró relaciones con varias de las 10 principales firmas biofarmacéuticas y publicado sobre enfoques científicos avanzados para la terapia a medida.
[
21
]
[
22
]
```

## Política y servicio público
Riskin ha abogado por un enfoque bipartidista para aprovechar los datos clínicos para mejorar la calidad de la atención médica en los EE. UU. Describió dos décadas de reforma de datos de salud. El primero, de 2010 a 2020, instituiría la captura electrónica de datos y permitiría una atención médica basada en el valor. La segunda década, de 2020 a 2030, aprovecharía las enormes cantidades de datos recopilados para adaptar la terapia y permitir la medicina personalizada.
Centrándose en la primera década de la reforma de datos de atención médica, capturando información electrónica y mejorando el flujo de trabajo basado en el valor, Riskin promovió una transición a los registros de salud electrónicos y el uso de datos para mejorar la atención dentro del Comité Asesor de Atención Médica de la Campaña de Obama a partir de 2007. Estos esfuerzos fueron implementados a través de la Ley HITECH en 2009 y la Ley del Cuidado de Salud a Bajo Precio en 2010. El trabajo académico de Riskin "Reexaminando la política de TI en salud: ¿Qué se necesitará para obtener valor de nuestra inversión?" alentó la discusión nacional sobre innovación y análisis. Fundó y construyó una empresa, Health Fidelity, con la visión de capturar información electrónica precisa y mejorar el flujo de trabajo basado en el valor.
Centrándose en la segunda década de la reforma de datos de atención médica, adaptando la terapia basada en evidencia del mundo real, Riskin brindó testimonio ante el Congreso en la Iniciativa de Curas del Siglo 21 en 2014. Se reunió en un retiro del Congreso para ayudar a refinar la ley en 2015. La Ley de Curas del siglo XXI, aprobada en diciembre de 2016, incluyó una vía para incorporar evidencia del mundo real en la toma de decisiones regulatorias. El trabajo académico de Riskin "Evidencia del mundo real en medicina cardiovascular: asegurar la validez de los datos en estudios electrónicos basados en registros de salud" describió un enfoque para usar tecnología y datos avanzados para permitir evidencia creíble del mundo real. Fundó y construyó una compañía, Verantos, con una visión para refinar el estándar de atención basado en evidencia del mundo real.
Riskin ha seguido enfocando la atención nacional en la calidad de la atención médica como miembro del Grupo de trabajo de medición de calidad del HHS, en los Centros de Servicios de Medicare y Medicaid en Grandes Rondas, en Grandes Rondas y talleres de la FDA, y a través de publicaciones académicas.